# 한글 카드
한글 카드는 한글을 지원하지 않는 컴퓨터에 추가로 설치하여 한글을 사용할 수 있도록 구현하는 장치이다.

## 컴퓨터용 한글 카드
- 도깨비 한글 카드 (한글도깨비)
- 옴니비전 한글 카드
- 청계천 한글 카드 (혀큘리스 한글 카드)
- 한메 한글 카드
- 케이 한글 카드